# Mônica Bergamo
Mônica Bergamo (São Paulo, le 23 mars 1967) est une journaliste brésilienne. Elle travaille à Folha de S.Paulo.
Diplômée de journalisme à Faculdade Cásper Líbero, elle a travaillé à Playboy et Veja. Elle a été éditrice en chef de la filiale de Brasília de Rede Bandeirantes.
Elle a reçu le Troféu Mulher Imprensa.
Elle est la sœur de la photojournaliste Marlene Bergamo.